# Хамилтън (Ню Йорк)
Вижте пояснителната страница за други значения на Хамилтън.
Хамилтън (на английски: Hamilton) е град в окръг Медисън, Ню Йорк, Съединени американски щати. Основан е през 1795 и е наречен на Александър Хамилтън. Населението му е 6456 души (по приблизителна оценка от 2017 г.).
В Хамилтън е роден изобретателят Джон Атанасов (1903 – 1995).